# 1985年美國職棒大聯盟選秀
1985年美國職棒大聯盟選秀為大聯盟第21屆選秀。密爾瓦基釀酒人的B·J·瑟霍夫為該年的首輪選秀狀元。

## 第一輪選秀
圖示
|  | 入選美國職棒大聯盟全明星賽的球員     |
|  | 入選美國國家棒球名人堂暨博物館的球員 |

| 順位 | 球員              | 球隊             | 位置   | 畢業學校                   |
| 1    | B·J·瑟霍夫        | 密爾瓦基釀酒人   | 捕手   | 北卡羅來納大學教堂山校區   |
| 2    | 威爾·克拉克       | 舊金山巨人       | 一壘手 | 密西西比州立大學           |
| 3    | 鮑比·威特         | 德州遊騎兵       | 右投   | 奧克拉荷馬大學             |
| 4    | 貝瑞·拉金         | 辛辛那提紅人     | 游擊手 | 密西根大學                 |
| 5    | 柯特·布朗         | 芝加哥白襪       | 捕手   | 格倫多拉高中               |
| 6    | 貝瑞·邦茲         | 匹茲堡海盜       | 外野手 | 亞利桑那州立大學           |
| 7    | 麥克·坎貝爾       | 西雅圖水手       | 右投   | 夏威夷大學                 |
| 8    | 皮特·印卡維格里亞 | 蒙特婁博覽會     | 外野手 | 奧克拉荷馬州立大學靜水校區 |
| 9    | 麥克·波赫爾       | 克里夫蘭印地安人 | 右投   | 德克薩斯大學奧斯汀分校     |
| 10   | 克里斯·關恩       | 洛杉磯道奇       | 外野手 | 聖地牙哥州立大學           |
| 11   | 華特·魏斯         | 奧克蘭運動家     | 游擊手 | 北卡羅來納大學教堂山校區   |
| 12   | 卡麥隆·德魯       | 休士頓太空人     | 外野手 | 紐黑文大學                 |
| 13   | 傑夫·邦加納       | 明尼蘇達雙城     | 右投   | 漢佛德高中                 |
| 14   | 湯米·葛林         | 亞特蘭大勇士     | 右投   | 懷特維爾高中               |
| 15   | 威利·弗拉瑟       | 加州天使         | 右投   | 協和學院                   |
| 16   | 崔伊·麥卡爾       | 費城費城人       | 捕手   | 亞賓頓高中                 |
| 17   | 布萊恩·麥克雷     | 堪薩斯市皇家     | 游擊手 | 馬納提高中                 |
| 18   | 喬·馬格蘭         | 聖路易紅雀       | 左投   | 亞利桑那大學               |
| 19   | 麥克·庫克         | 加州天使         | 右投   | 南卡羅來納大學             |
| 20   | 葛瑞格·傑佛瑞斯   | 紐約大都會       | 游擊手 | 朱尼佩羅·塞拉高中          |
| 21   | 丹·蓋比耶爾       | 波士頓紅襪       | 右投   | 西方高中                   |
| 22   | 拉斐爾·帕梅洛     | 芝加哥小熊       | 外野手 | 密西西比州立大學           |
| 23   | 喬伊·柯拉         | 聖地牙哥教士     | 游擊手 | 范德堡大學                 |
| 24   | 戴夫·馬斯特斯     | 芝加哥小熊       | 右投   | 加州大學                   |
| 25   | 葛雷格·大衛       | 多倫多藍鳥       | 外野手 | 巴隆·柯里爾高中            |
| 26   | 藍迪·諾塞克       | 底特律老虎       | 右投   | 齊利寇特高中               |
| 27   | 比爾·麥奎爾       | 西雅圖水手       | 捕手   | 內布拉斯加大學林肯分校     |
| 28   | 瑞克·巴拉邦       | 紐約洋基         | 右投   | 康尼斯多加學院             |

## 其他著名球員
- 布魯斯·魯芬（英语：Bruce Ruffin (baseball)）, 第2輪, 34順位被費城費城人選走
- 麥克·史庫勒（英语：Mike Schooler）, 第2輪, 35順位被西雅圖水手選走
- 藍迪·強森, 第2輪, 36順位被蒙特婁博覽會選走
- 史考特·瑟維斯（英语：Scott Servais）, 第2輪, 48順位被紐約大都會選走, 但未簽約
- 華利·懷特赫斯特（英语：Wally Whitehurst）, 第3輪, 65順位被奧克蘭運動家選走
- 保羅·亞伯特（英语：Paul Abbott (baseball)）, 第3輪, 67順位被明尼蘇達雙城選走
- 提諾·馬丁尼茲, 第3輪, 75順位被波士頓紅襪選走, 但未簽約
- 鮑比·提格潘（英语：Bobby Thigpen）, 第4輪, 85順位被芝加哥白襪選走
- 大衛·賈斯提斯, 第4輪, 94順位被亞特蘭大勇士選走
- 麥克·麥克法蘭（英语：Mike Macfarlane）, 第4輪, 97順位被堪薩斯市皇家選走
- 查德·克魯特（英语：Chad Kreuter）, 第5輪, 109順位被德州遊騎兵選走
- 麥克·戴佛羅（英语：Mike Devereaux）, 第5輪, 116順位被洛杉磯道奇選走
- 傑夫·布蘭特利（英语：Jeff Brantley）, 第6輪, 134順位被舊金山巨人選走
- 迪昂·桑德斯, 第6輪, 149順位被堪薩斯市皇家選走, 但未簽約
- 陶德·普拉特（英语：Todd Pratt）, 第6輪, 153順位被波士頓紅襪選走
- 道格·亨利（英语：Doug Henry (baseball)）, 第8輪, 185順位被波士頓紅襪選走
- 馬克·加德納（英语：Mark Gardner (baseball)）, 第8輪, 192順位被波士頓紅襪選走
- 艾爾·馬丁（英语：Al Martin）, 第8輪, 198順位被波士頓紅襪選走
- 凱文·塔帕尼（英语：Kevin Tapani）, 第9輪, 234順位被芝加哥小熊選走, 但未簽約
- 傑森·葛林姆斯利（英语：Jason Grimsley）, 第10輪, 252順位被費城費城人選走
- 布萊迪·安德森（英语：Brady Anderson）, 第10輪, 257順位被波士頓紅襪選走
- 葛雷格·W·哈里斯（英语：Greg W. Harris）, 第10輪, 258順位被聖地牙哥教士選走
- 唐·若松（英语：Don Wakamatsu）, 第11輪, 266順位被辛辛那提紅人選走
- 傑夫·曼托（英语：Jeff Manto）, 第14輪, 355順位被加州天使選走
- 麥克·史丹利（英语：Mike Stanley）, 第16輪, 395順位被德州遊騎兵選走
- 丹尼斯·庫克（英语：Dennis Cook）, 第18輪, 446順位被舊金山巨人選走
- 藍迪·韋拉德（英语：Randy Velarde）, 第19輪, 475順位被芝加哥白襪選走
- 布萊恩·喬丹（英语：Brian Jordan）, 第20輪, 505順位被克里夫蘭印地安人選走, 但未簽約
- 博·傑克遜, 第20輪, 511順位被加州天使選走, 但未簽約
- 約翰·史摩茲, 第22輪, 574順位被底特律老虎選走
- 馬克·葛瑞斯, 第24輪, 622順位被芝加哥小熊選走
- 小艾德·史普拉格（英语：Ed Sprague Jr.）, 第26輪, 673順位被波士頓紅襪選走, 但未簽約
- 吉姆·亞伯特, 第36輪, 826順位被多倫多藍鳥選走, 但未簽約

## 外部連結
- MLB.com - 1985 Draft Tracker (all rounds)
- MLB.com - Draft History （页面存档备份，存于）
- Complete draft list from The Baseball Cube database （页面存档备份，存于）

| 前任： 尚恩·艾卜納 | 選秀狀元 B·J·瑟霍夫 | 繼任： 傑夫·金恩 |